# Boudrezy
Boudrezy est une ancienne commune française du département de Meurthe-et-Moselle, rattachée à Mercy-le-Haut depuis 1811.

## Toponymie
Anciennes mentions : Boudresy (1793), Boudressy (1801).

## Histoire
En 1681, Boudrezy dépendait en partie de la seigneurie de Bassompierre et en partie de la seigneurie des Cinq-Villes. Du point de vue spirituel, cette localité faisait partie du diocèse de Trèves.
La commune de Boudrezy fut réunie en 1811 à celle de Mercy-le-Haut.

## Démographie
| 1793 | 1800 | 1806 |
| ---- | ---- | ---- |
| 157  | 162  | 175  |

## Lieux et monuments
- église paroissiale de la Décollation-de-Saint-Jean-Baptiste, ossuaire ; construite en 1752.
- chapelle, édifiée en 1737 (inscription dans la pierre).

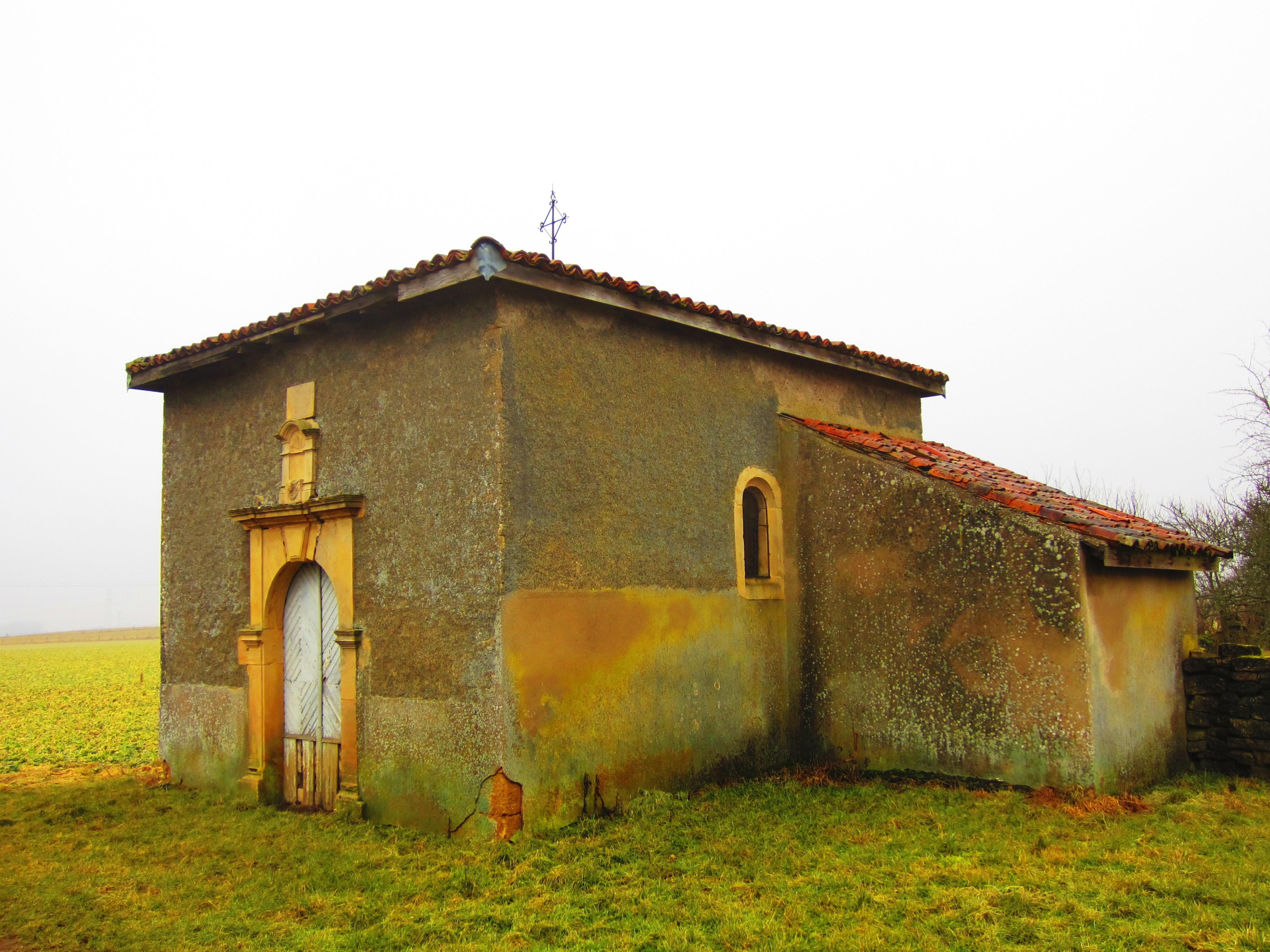
La chapelle.